# Make America great again
- Övre vänster: Trumps "Make America Great Again!"-skylt som användes under hans presidentkampanj 2016 innan han valde Mike Pence som sin vicepresidentkandidat.
- Övre höger: En "Let's Make America Great Again!"-knapp från Ronald Reagans presidentkampanj 1980.
- Undre vänster: Banderoll som visar "Vote To Make America Great Again" på en vägkant i Kalifornien strax efter valet i november 2016.
- Undre höger: Trump populariserade sloganen "Make America Great Again" genom att bland annat sälja republikanröda kampanjkepsar broderade med den, populärt kallade "MAGA-kepsar".

Make America great again (ungefär: "gör USA storslaget igen"), förkortning: MAGA (uttal: /ˈmæɡə/), är en amerikansk politisk slogan som introducerades 1980 av republikanska dåvarande presidentkandidaten Ronald Reagan (USA:s 40:e president: 1981–1989) som del av hans presidentkampanj, men som i modern tid populariserats av republikanen Donald Trump (USA:s 45:e president, 2017–2021) under sitt presidentkandidatskap sedan november 2012, med inspiration av en föregående slogan från december 2011: making America #1 again ("göra USA nummer 1 igen"). Sloganen fick fäste hos den större publiken efter att Donald Trump använt den som kommersiell slogan och slagord i sin presidentkampanj under valåret 2016, vilket senare förstärktes av hans status som slutgiltig presidentkandidat mot demokraten Hillary Clinton.
Sloganen fick en utbredd användning under Trumps kandidatskap och ämbetsperiod, både av dem som  stödde och motsatte sig Trumps presidentskap, och blev ett fenomen inom massmedia och popkultur som gav upphov till många varianter inom konst, underhållning och politik. Den amerikanska sloganen, som ansågs värdeladdad redan på 1980-talet, har kallats rasistisk av journalister, forskare och andra kommentatorer, vilka betraktar den som hundvisslingspolitik och kodat språk. Förkortningen "MAGA" används även för att hänvisa till Trumps politik eller dess anhängare; exempel på det senare: "en MAGA" eller "flera MAGA:s".

## Sverige

### Gör Sverige lagom igen
I Sverige förekommer olika varianter av sloganen, men kanske den mest kända av dessa är "gör Sverige lagom igen", vilken cirkulerade som en meme från maj 2016.
Denna svenska version blev snabbt mycket populär i Sverige som en skämtsam men väl uttryckt parodi på originalet och i oktober 2016 sålde företaget Partykungen  en svensk version av Trumps kampanjkeps som var blå och hade "gör Sverige lagom igen" broderat i gult framtill.
I Europaparlamentsvalet 2019 hade Kristdemokraterna "gör EU lagom igen" som sin valslogan.

### Gör Sverige bra igen
En annan svensk variant av sloganen är "gör Sverige bra igen", vilken användes politiskt av Sverigedemokraternas partiledare Jimmie Åkesson under valåret 2022, först brukad under hans tal under Almedalsveckan på Gotland. Jämfört med originalet, där great avser storslagenhet, hänvisar "gör Sverige bra igen" till att korrigera de svenska samhällsproblemen till ett tidigare acceptabelt förhållande. Under SD:s kommun- och regionkonferens för 2022 utvidgades eller ändrades sloganen till "vi ska få Sverige att må bra igen."